# Daniił Granin
Daniił Aleksandrowicz Granin (ros. Дании́л Алекса́ндрович Гра́нин) właśc. nazwisko: Gierman (ur. 1 stycznia 1919 w Wolsku w obwodzie saratowskim (według innych informacji we wsi Wołyń lub Wołynka w obwodzie kurskim), zm. 4 lipca 2017 w Petersburgu) – rosyjski pisarz i eseista, autor powieści psychologicznych i obyczajowych, przeważnie dotyczących życia inteligentów w ZSRR.

## Życiorys
Urodził się w rodzinie leśnika. W 1940 ukończył studia na Wydziale Elektromechanicznym Leningradzkiego Instytutu Politechnicznego, pracował jako inżynier, w 1941 w ramach pospolitego ruszenia został wysłany na front, walczył na Froncie Leningradzkim, wojnę zakończył w stopniu kapitana. Działalność pisarską podjął w 1937. Był deputowanym ludowym ZSRR (1989–1991).

## Powieści
- Poszukiwacze (1954, wyd. pol. 1956)
- Po ślubie (1958, wyd. pol. 1959)
- Naprzeciw burzy (1962, wyd. pol. 1964)
- Eta strannaja żyzń (1974)
- Pejzaż (1980, wyd. pol. 1987)
- Księga blokady (1979, wyd. pol. 1982; współautor Alaksandr Adamowicz; dokumentalny zbiór zawierający relacje osób które w czasie II wojny światowej znalazły się w oblężonym przez hitlerowców Leningradzie).

Granin napisał również opowiadania, które w Polsce ukazały się w zbiorach Pierwszy interesant (1970) oraz Miejsce pod pomnik (1972).

## Odznaczenia i nagrody
- Order Świętego Andrzeja Apostoła Pierwszego Powołania (28 grudnia 2008)
- Złoty Medal „Sierp i Młot” Bohatera Pracy Socjalistycznej (1 marca 1989)
- Order Lenina (dwukrotnie – 16 listopada 1984 i 1 marca 1989)
- Order „Za zasługi dla Ojczyzny” III klasy (1 stycznia 1999)
- Order Czerwonego Sztandaru
- Order Czerwonego Sztandaru Pracy (28 października 1967)
- Order Wojny Ojczyźnianej II klasy (11 marca 1985)
- Order Przyjaźni Narodów (2 stycznia 1979)
- Order Aleksandra Newskiego (21 grudnia 2013)
- Nagroda Państwowa ZSRR (1976)
- Nagroda Państwowa Federacji Rosyjskiej (dwukrotnie – 2001 i 2016)
- Nagroda Prezydenta Federacji Rosyjskiej (1998)
- Nagroda Ministra Obrony Federacji Rosyjskiej (2016)